# What Have I Done to Deserve This?
What Have I Done to Deserve This? är en singel med Pet Shop Boys från 1987. Pet Shop Boys framförde låten tillsammans med Dusty Springfield. Låten toppade andra plats på Billboard Hot 100 i USA och Dusty fick då en liten renässans, inte minst i USA, där hon tidigare inte hade varit så känd. Låten finns med på storsäljande albumet Actually.
Svenska covergruppen West End Girls och Magnus Carlson gjorde en cover på låten, som släpptes 2008.

## Listplaceringar
| Lista (1987)  | Topplacering |
| ------------- | ------------ |
| Nederländerna | 2            |
| Norge         | 9            |
| Nya Zeeland   | 6            |
| Schweiz       | 5            |
| Sverige       | 2            |
| Österrike     | 11           |

### Fotnoter
1. ↑  ”Listplacering”. http://dutchcharts.nl/showitem.asp?interpret=Pet+Shop+Boys+with+Dusty+Springfield&titel=What+Have+I+Done+To+Deserve+This%3F&cat=s. Läst 19 maj 2011.
2. ↑  ”Listplacering”. http://norwegiancharts.com/showitem.asp?interpret=Pet+Shop+Boys+with+Dusty+Springfield&titel=What+Have+I+Done+To+Deserve+This%3F&cat=s. Läst 19 maj 2011.
3. ↑  ”Listplacering”. Arkiverad från originalet den 10 november 2012. https://web.archive.org/web/20121110140820/http://charts.org.nz/showitem.asp?interpret=Pet+Shop+Boys+with+Dusty+Springfield&titel=What+Have+I+Done+To+Deserve+This%3F&cat=s. Läst 19 maj 2011.
4. ↑  ”Listplacering”. http://hitparade.ch/showitem.asp?interpret=Pet+Shop+Boys+with+Dusty+Springfield&titel=What+Have+I+Done+To+Deserve+This%3F&cat=s. Läst 19 maj 2011.
5. ↑  ”Listplacering”. http://swedishcharts.com/showitem.asp?interpret=Pet+Shop+Boys+with+Dusty+Springfield&titel=What+Have+I+Done+To+Deserve+This%3F&cat=s. Läst 19 maj 2011.
6. ↑  ”Listplacering”. http://austriancharts.at/showitem.asp?interpret=Pet+Shop+Boys+with+Dusty+Springfield&titel=What+Have+I+Done+To+Deserve+This%3F&cat=s. Läst 19 maj 2011.